# Солдат (За гранью возможного)
«Солдат» (англ. The Outer Limits: Soldier) — телефильм, 1 серия 2 сезона телесериала «За гранью возможного» 1963—1965 годов. Режиссёр: Герд Освальд. Сценарий написан Харланом Эллисоном по его одноимённому рассказу 1957 года. В ролях — Ллойд Нолан, Майкл Ансара, Тим О'Коннор, Ральф Харт, Джилл Хилл.

## Вступление
Ночь приходит слишком рано на поле боя. Для некоторых людей она приходит постоянно. Их глаза не видели дневного света. Но для этого человека, сражающегося на этой войне, никогда не бывает кромешной тьмы. Паукообразные лучи света в небе являются потомками современного лазерного луча, тепловые лучи, которые проходят через вольфрамовую сталь и плоть, как сквозь марлю. И этот солдат должен идти против такого оружия. Его имя Квало и он пехотинец. Тренируемый от рождения государством, он никогда не знал любви или близости и теплоты. У него есть только одна цель: убить врага, а враг ждёт его…

## Дополнительное вступление
Время — жидкость, воды, которые навсегда закрыты. И переход может быть не завершен. Настоящее и будущее, в данный момент, одно целое. И враг застрял между настоящим и будущим.

## Сюжет
В далеком будущем, в 3042 году, когда война является одной из неотъемлемых частей жизни и даже кошки используются в бою как телепатически управляемые разведчики, два врага-пехотинца сталкиваются на поле битвы. Случайно лучи энергетического оружия попадают одновременно в них обоих, и они оба оказываются затянутыми во временной вихрь. В то время как один солдат попал в ловушку во временном вихре, другой, по имени Квало Клобрегни, оказывается на городской улице в 1964 году.
Квало достаточно быстро был схвачен полицией и помещён в сумасшедший дом, так как ведёт себя неадекватно. Там с ним начинает работать Том Каган, филолог, целью которого является расшифровать фразы, которые постоянно выкрикивает Квало. Скоро Каган устанавливает, откуда прибыл Квало и кто он такой — Квало солдат будущего, рядовой, который обучался только одному — воевать, и это — всё, что он знает. Тем не менее, Том Каган достигает успехов в «приручении» своего подопечного. В конечном счёте Каган берёт Квало к себе домой, чтобы поселить его со своей семьёй.
Но вихрь времени, держащий вражеского солдата, слабеет, и в итоге и он тоже попадает в 1964 год. Там он находит Квало и приходит за ним прямо домой к Кагану. Когда Квало и вражеский солдат схватываются врукопашную, Квало жертвует своей жизнью, чтобы убить врага и спасти семью Тома Кагана.

## Заключительная фраза
Из самых тёмных уголков человеческой души приходят к нам темные вопросы: пытался ли солдат защитить тех, кто о нём позаботился, или действовал просто согласно своему инстинкту убийцы? Вопросы из тёмных глубин, но нет ответов, ответы лежат в будущем. Это будущее, в котором люди — машины, рождённые, чтобы убивать, и есть ли у нас время? Время… всё время в мире… Но достаточно ли его?

## Интересные факты
- Автор сценария фильма Харлан Эллисон подал иск против компаний, снимавших фильм «Терминатор» (1984) — Hemdale Film Corporation и Orion Pictures — обвиняя их в плагиате своих сюжетов из серии «Солдат» и ещё одной серии «За гранью возможного» — «Демон со стеклянной рукой» (5 серия 2 сезона). Согласно информации газеты Los Angeles Times, стороны уладили конфликт за не разглашаемую финансовую сумму и указание в титрах фильма «Терминатор», что сюжетная линия придумана Эллисоном[1].